# 李氏朝鮮の学問
李氏朝鮮時代の学問は、全般的に、儒学の一派である性理学が隆盛したし、中期から、道教が道学という名前で広がり始めた。後期には、「実事求是」（事実に基づき真理を求める）と「利用厚生」（物を役立てて用い生活を豊かにする）を基礎に実学が起こり、初めは異端として排斥を受けた陽明学も根を下ろした。

## 性理学
太祖李成桂を助けて李氏朝鮮の建国に大きい功を立てた鄭道伝・趙俊などは、皆が朱子学の信奉者だった。彼らは儒学的な理想を新王朝に実現させようと、政治・宗教の指導理念に儒教を採択すると同時に、仏教を猛烈に排斥させた。李氏朝鮮では君主の進講をはじめとして、成均館・四学・郷校などの教育機関や科挙などにもその科目が採択され、国の政治は儒教政治のようになった。
一方、新しい王朝で官職につかず節義を守った吉再などは山林に入り、弟子たちが教育と朱子学の研究に力を尽くし、彼らの間で朱子学はさらに発達するようになった。吉再の門下で学んだ金淑滋・金宗直及びその後に続く金宏弼・鄭汝昌などの新進士類たちも、世宗の時からしだいに官界に就くようになり、また世宗の時に設置された集賢殿を通じて立派な儒学者たちがたくさん溢れ出た。そんな中で、世祖の簒位を契機に、儒学者は地方・思想・処世上のさまざまな学派として勲旧派・節義派・清談派・士林派の四つに大きく分かれた。勲旧派は建国初期から朝廷に基盤を持ち、継続して政権を握って来た学者だったのに対し、節義派や清談派は節義を守ったり清談だけに没頭し、現実の政権からは離れていたので、結局は勲旧派との対立的な勢力を成したのは士林派だった。
士林派は、初めは勲旧派と不和が生じ何回も迫害を受けたが、後には継続して要職に登用されて政治に直接参与する一方、正統的な朱子学を継承しながら李氏朝鮮時代の儒学の主流をなした。特に中宗の時に金宏弼の学統を継いだ趙光祖は、君主の厚い信任を受けて理想的な道学政治を実現するために、至治主義を標榜して儒教的教化事業を多くの方面で大きく興した事もあった。しかしこの時までの学風は、文字・訓詁を主にした。そのうち己卯士禍によって趙光祖以下多くの士類たちが死刑あるいは追い出されると、残りの士類たちは政界に進む考えを捨てて学問にだけ熱中する風潮が起き、学問の傾向も思索と理論の方面に一変して、朱子学の宇宙論、心理説などが深く研究された。この学風の先駆を成した学者は徐敬徳と李彦迪だったが、彼らの後を継いで現れた明宗・宣祖の時の李滉・李珥は特に目立ち、朝鮮儒学史上の代表的な学者として尊敬を受けている。しかしその後は、党争と結びつき、学問に対する研究は活発ではなかった。さらに朱子学の隆盛により台頭した礼論は、うるさい服制問題を惹起して党争に利用された。
李氏朝鮮時代の儒学は排他的だったので、中国で盛行だった儒学の分派である陽明学は、朝鮮では異端視されただけでなく、同じ朱子学派でも朱子と経註に反対してひどい非難を受けた。学説の違いは党争を誘発させ、政治・社会面にも深く影響を及ぼした。李氏朝鮮後期になってからは、清の考証学と西洋文物などに対する知識を得て貢献できる学問である実学が起き、柳馨遠・李瀷・丁若鏞など、この方面に目立つ学者たちが出て、新しい学風を見せた。しかし、これらも勿論、朱子学の枠から完全に脱け出すことはできなかった。
一方、大韓帝国末期の崔益鉉のような儒学者たちは、朱子学の名分論などを掲げて抗日運動を実践に移したこともあった。儒学を国教のように崇めた朝鮮では、儒学思想を社会に広く普及するにも力を尽くした。高麗末期に朱子学と一緒に伝来された朱子の家礼、家廟などの普及が、両班層はもちろん一般庶民にも儒教的な倫理観念を一般化させることに大きく作用した。またその倫理道徳を具体的に庶民に教えるために、孝子・忠臣・烈女などの事蹟を編纂したし、地方官たちもその教化に力を尽くした。このように儒学が朝鮮社会に及ぼした功績もあったが、一方では家族制度と階級思想を厳格にしたし、形式的な礼節と事大主義思想を生んで、商工業・芸術などを賤視するようにするなど弊害が多かった。

## 実学
柳馨遠の学風を続け、実学を一つの学派として形成したのは、粛宗の時の李瀷だった。彼の代表的な著書は『星湖僿説』で、ここには彼の多彩な学風が現れている。李瀷の門下には多くの弟子が輩出され、実学は、漸次、学界の主導的な学問として登場した。
その後英祖・正祖・純祖の時になって、実学は極盛期に達した。さらに、正祖の時には、奎章閣という学問研究所が設置されて、実学者たちが登用され、庶子出身の学者たちも採用された。こうして多くの有用な書籍が編纂されたが、英祖の時には『続大典』・『東国文献備考』・『続五礼儀』・『続兵将図説』などが編纂された。また正祖の時には『大典通編』・『文苑黼黻』・『同文彙攷』・『秋官志』・『度支志』・『武芸図譜通志』・『海東農書』・『全韻玉篇』などがある。このような編纂事業の盛行は、世宗・成宗の時にも並ぶ盛況だった。
このような英祖、正祖時代の文運の興起に加え、新たに清朝考証学の影響を受けて、実学はさらに隆盛になった。こうして数多くの実学の大家たちが現れ、それぞれ特色ある学風を持って燦爛たる学問的成果を生んだ。
すなわち、歴史には安鼎福の『東史綱目』、韓致奫の『海東繹史』、李肯翊の『燃藜室記述』、柳得恭の『四郡志』・『渤海考』があり、地理には李重煥の『擇里志』、申景濬の『疆界考』・『道路考』・『山水考』、成海応の『東国名山記』、丁若鏞の『疆域考』・『大東水経』などがあり、鄭尚驥の『八道分図』、金正浩の『大東輿地図』があった。
また国語学には申景濬の『訓民正音韻解』、柳僖の『諺文志』が有名で、金石学には金正喜の『金石過眼録』、農学には徐有榘の『林園経済志』、動物学には丁若銓の『茲山魚譜』、医学には丁若鏞の『麻科会通』があった。
このような中で、特に丁若鏞は多くの方面で立派な業績を残し、実学最大の学者と呼ばれている。彼の学問的業績の中で『経世遺表』・『牧民心書』・『欽欽新書』の3部作は最も輝く部分だった。実学が現実から出発したと言ったが、上で例を挙げた実学者たちは、たいてい農村を土台として朝鮮社会の現実を改革しようとした。だから彼らの学問は制度上の改革に重点を置く経世致用の学問だった。彼らの思考は多分に復古的な傾向を持っており、彼らが描く理想国家は儒教的であった。
これに対し、朴斉家・朴趾源・洪大容・李徳懋などが代表的存在である実学の他の一派があり、これを北学派と言う。彼らの著述では『北学議』・『熱河日記』・『湛軒書』などがある。

## 道教
李氏朝鮮初期に国家的宗教行事の一つだった昭格署が中宗代に廃止され、性理学の発達により、道教は異端として取り扱われ大きく萎縮した。
しかし相次ぐ士禍と党争を経ながら郷村に隠居した知識人たちの間では、心身の研磨のための修練道教（内丹）が広く流行し始めた。
文禄・慶長の役の直後の時期には、全世界的な気温降下で飢饉と疾病が継続し、疾病治療の手段としても修練道教に対する関心が高まった。これによって修練道教あるいは神仙思想を理論的に整理しようとする動きが現れた。宣祖の時から光海君の時までの鄭磏の『龍虎秘訣』、韓武畏の『海東伝道録』、郭再祐の『養心要訣』、光海君の時から仁祖の時までの権克中の『参同契註解』などが、そのようなものである。特に権克中は道教を儒教や仏教よりも哲学的に上の席に置こうとする理論を構成して注目を引き、韓武畏は朝鮮の道教の起源が新羅で始まったことを体系化した。
修練道教が流行することにより、性理学者の中にも道教に関心を持った人がたくさん現れたが、17世紀前半の韓百謙・李睟光・許筠・李植・張維・柳夢寅・鄭斗卿・許穆・柳馨遠、そして17世紀末の洪万宗が代表的人物である。
特に李睟光は『芝峯類説』で朝鮮の仙道と方術の由来を紹介し、柳夢寅は『於于野談』で、許筠は『四部稿』で仙道と関連する人物の行績を紹介した。
これを継承して許穆は『清士列伝』を書き、洪万宗は『海東異蹟』（1666年）を著述して、檀君から郭再祐に至る40余名の丹学人らを紹介した。特に洪万宗は、朝鮮の山水の美しさのために修練道教が自然発生したとみて、その始まりを檀君に捜すことで、修練道教の民族的特性を強調した。
18世紀には黄胤錫が『海東異蹟』を増補して『増補海東異蹟』を編纂した。一方、修練道教から一歩さらに進んで道教の思想的な根である老荘に対する関心も高くなった。17世紀末の朴世堂の『新註道徳経』、18世紀の徐命膺の『道徳指帰論』、そして洪奭周の『訂老』などがそれである。

## 陽明学
道教とともに、もう一つの流れが陽明学である。陽明学が朝鮮に入って来たのは16世紀前半だったが、李滉など性理学者の批判で異端として追われながら、文禄・慶長の役の前後の時期に、李瑶・南彦経・崔鳴吉・李睟光・張維などにまた注目を受け、宣祖のような王も深い関心を見せた。
この時期の知識人たちは、陽明学を学問として受け入れるよりは、心を修養する宗教の次元で理解しようとすることが一般的だった。すなわち人は誰でも良知を持っているし、この良知で事物を正さなければならないという、知行一致の理論が改革志向的な人士の関心を引いたのである。そうするうちに、18世紀初、鄭夢周の子孫である鄭齊斗が現れて、はっきりした学問的な席を占めるようになった。彼は、『存言』・『万物一体説』などを書き、理論体系を立てたが、彼の影響を受けて李匡呂・李匡師・李忠翊などが輩出された。
大体、陽明学は、政権から疎外された少論派と李王家の親族、そして庶子の出身の人士の間で家学として続きながら広がったし、江華島を中心に開城・漢陽・忠清道など西海岸地方で支持を得た。
この地域は商業の中心地であり、商業と陽明学の連結も無視することができなかった。しかし陽明学者たちは学問的に性理学を基本にして陽明学を兼行する場合が多く、陽明学は勢力を伸ばすことはできなかった。大韓帝国末期から日本統治時代の李建昌・李建芳・金沢栄・朴殷植・鄭寅普などは、陽明学を継承して国学運動を繰り広げた著名な人士である。

## 国学運動
勢道政治期の不遇だった改革思想家たちの中には、18世紀の歴史意識を継承しながら、これを一層学問的に深化させた史家たちが少なくなかった。丁若鏞・韓致奫・洪奭周・洪敬謨・尹廷琦がそういう人々である。
丁若鏞は『我邦疆域考』（1811年 - 1833年）を書き、朝鮮古代史の疆域を新しく考証した。特に百済の初の都邑地が今の漢陽だということと、渤海の中心地が白頭山東方だということを解明したことは、卓越な見解として、彼の地理考証は大部分が今でも通説として受け入れられている。
漢陽南人学者である韓致奫は、一生涯歴史編纂に没頭し、甥の韓鎮書と合作で、85巻の膨大な『海東繹史』（1814年 - 1823年）を編纂した。540余種の中国及び日本の書籍を参考にして書いたこの本は、東夷文化に根を置いた朝鮮文化の独自性とともに、朝鮮と中国及び日本との文化交流が詳細に整理されていて、資料としての価値がとても高い。特に韓鎭書が書いた『地理考』は、丁若鏞の『我邦疆域考』とともに、歴史地理考証の高い水準を見せてくれる。洪奭周は三国と渤海の疆域に特別な関心を持って『東史世家』を書き、また朝鮮人が中国人よりもっと正確な中国史を書くことができるという自信感で、『明史管見』をはじめとした多くの種類の歴史書を書いた。中国人が書いた中国史に誤りが多く、これを正そうとする努力は、正祖の時に『宋史』の過ちを正した『宋史筌』の編纂でも現れたが、これは李氏朝鮮後期の学者たちの文化的自信感から出たものである。
洪奭周の親族である洪敬謨は、丁若鏞と韓致奫など先輩学者たちの文献考証方法を継承し、朝鮮の上古史の多くの疑問点を一つ一つ考証し、『東史弁疑』（1868年）を書き、考証的歴史叙述の伝統が続いた。
19世紀の科学的で考証的な学風は地理誌編纂と地図にも現れ、前の時期より一層精密で規模が大きい地図、地理誌が製作された。
この時期の最も優れた地理、地図研究者は金正浩である。彼は黄海道出身で、漢陽に住みながら申櫶・崔漢綺などの助けを得て、多くの官撰地図を調べ、これを集大成して『青邱図』という地図帳を発刊し、これをさらに発展させて、23幅で成り立つ約7メートル長さの全国地図である『東輿図』と『大東輿地図』を製作した。前者は筆写本彩色地図で、後者は木版で刷り上げて大衆に広く普及した。
この記述には、ダウムからGFDLまたはCC BY-SA 3.0で公開される百科事典『グローバル世界大百科事典』をもとに作成した内容が含まれています。